# Paspalum nanum
Paspalum nanum är en gräsart som beskrevs av Charles Wright och August Heinrich Rudolf Grisebach. Paspalum nanum ingår i släktet tvillinghirser, och familjen gräs. Inga underarter finns listade i Catalogue of Life.